# Amaranth
«Amaranth» (Амарант — в переводе с греч. Неувядающий цветок) — сингл с альбома Dark Passion Play финской рок-группы Nightwish. Сингл выпустили два лейбла: Spinefarm дата выпуска 22 августа 2007 года; Nuclear Blast начинает продажу сингла 24 августа 2007 года.
В начале видеоклипа «Amaranth» обыгран мотив картины Хуго Симберга «Раненый ангел».

## Список композиций версии Spinefarm Records

### Диск 1
1. Amaranth — 3:57
2. Reach (демо песни «Amaranth») — 3:57
3. Eva (оркестровая версия) — 4:28
4. While Your Lips Are Still Red — 4:18

Общее время — 16:40

### Диск 2
1. Amaranth (оркестровая версия) — 3:51
2. Eva (демоверсия) — 4:18

Общее время — 8:09

## Список композиций версии Nuclear Blast Records

### Amaranth, часть 1
1. Amaranth — 3:57
2. Reach (демо песни «Amaranth») — 3:57
3. Eva (оркестровая версия) — 4:28
4. While Your Lips Are Still Red (Theme From «Lieksa!») (видео) — 4:18

### Amaranth, часть 2
1. Amaranth — 3:57
2. Amaranth (оркестровая версия) — 3:51
3. Eva (демоверсия) — 4:18

## Участники записи
- Туомас Холопайнен — композитор, автор текстов, клавишные
- Анетт Ользон — вокал
- Эмппу Вуоринен — гитара
- Марко Хиетала — бас-гитара, вокал
- Юкка Невалайнен — ударные